# NGC 5366
NGC 5366 is een spiraalvormig sterrenstelsel in het sterrenbeeld Maagd. Het hemelobject werd op 8 juni 1855 ontdekt door de Amerikaanse astronoom George Phillips Bond.

## Synoniemen
- MCG 0-36-2
- ZWG 18.7
- KCPG 403A
- IRAS 13538+0000
- PGC 49569